# Cenophengus wittmeri
Cenophengus wittmeri là một loài bọ cánh cứng trong họ Phengodidae. Loài này được Zárágozá Cábállero miêu tả khoa học năm 1984.